# (7970) Lichtenberg
(7970) Lichtenberg (6065 P-L) – planetoida z pasa głównego asteroid okrążająca Słońce w ciągu 4,14 lat w średniej odległości 2,58 j.a. Odkryta 24 września 1960 roku.